# Большая Якшанга
Большая Якшанга (Якшанга) — река в России, протекает по Поназыревскому и Шарьинскому районам Костромской области.
Устье реки находится в 447 км от устья реки Ветлуги по левому берегу. Большая Якшанга образуется слиянием Якшанги и Восточной Якшанги. Длина собственно Большой Якшанги составляет 36 км, в водном реестре России приведена длина Большой Якшанги вместе с Якшангой — 55 км, площадь водосборного бассейна — 633 км².
Исток Якшанги находится в лесном массиве в 10 км к северу от посёлка Якшанга. В черте посёлка Якшанга сливается с Восточной Якшангой, образуя собственно Большую Якшангу. Ниже посёлка на правом берегу реки расположены деревни Ершиха, Дубовка и Заводь. Нижнее течение реки проходит по ненаселённому, заболоченному лесу. Впадает в Ветлугу напротив села Одоевское.

## Данные водного реестра
По данным государственного водного реестра России относится к Верхневолжскому бассейновому округу, водохозяйственный участок реки — Ветлуга от истока до города Ветлуга, речной подбассейн реки — Волга от впадения Оки до Куйбышевского водохранилища (без бассейна Суры). Речной бассейн реки — (Верхняя) Волга до Куйбышевского водохранилища (без бассейна Оки).

### Притоки
(указано расстояние от устья)
- 3,8 км: река Малая Якшанга (лв)
- 34 км: река Крутая (пр)
- 36 км: река Якшанга (пр)
- 36 км: река Восточная Якшанга (лв)